# Stora Skälen
Stora Skälen är en sjö i Karlskrona kommun och Ronneby kommun i Blekinge och ingår i Nättrabyåns huvudavrinningsområde. Sjön är 17 meter djup, har en yta på 1,03 kvadratkilometer och befinner sig 94 meter över havet.

## Delavrinningsområde
Stora Skälen ingår i det delavrinningsområde (625346-147367) som SMHI kallar för Utloppet av Stora Skälen. Medelhöjden är 109 meter över havet och ytan är 17,41 kvadratkilometer. Det finns inga avrinningsområden uppströms utan avrinningsområdet är högsta punkten. Vattendraget som avvattnar avrinningsområdet har biflödesordning 2, vilket innebär att vattnet flödar genom totalt 2 vattendrag innan det når havet efter 25 kilometer. Avrinningsområdet består mestadels av skog (69 %). Avrinningsområdet har 1,98 kvadratkilometer vattenytor vilket ger det en sjöprocent på 11,4 %. Bebyggelsen i området täcker en yta av 0,68 kvadratkilometer eller 4 % av avrinningsområdet.